# Сен-Жорж-ан-Ож
Сен-Жорж-ан-Ож (фр. Saint-Georges-en-Auge), [sɛ̃ˌʒɔʁʒɑ̃'noːʒ] или просто [sɛ̃'ʒɔʁʒ], — коммуна во Франции, находится в регионе Нижняя Нормандия. Департамент коммуны — Кальвадос. Входит в состав кантона Сен-Пьер-сюр-Див. Округ коммуны — Лизьё.
Код INSEE коммуны — 14580.

## Население
Население коммуны на 2010 год составляло 96 человек.
| 1962 | 1968 | 1975 | 1982 | 1990 | 1999 | 2010 |
| ---- | ---- | ---- | ---- | ---- | ---- | ---- |
| 161  | 133  | 99   | 102  | 101  | 79   | 96   |

## Экономика
В 2010 году среди 58 человек трудоспособного возраста (15—64 лет) 41 были экономически активными, 17 — неактивными (показатель активности — 70,7 %, в 1999 году было 70,4 %). Из 41 активных жителей работали 36 человек (22 мужчины и 14 женщин), безработных было 5 (1 мужчина и 4 женщины). Среди 17 неактивных 6 человек были учениками или студентами, 9 — пенсионерами, 2 были неактивными по другим причинам.